# Puerto Rico en los Juegos Paralímpicos de París 2024
Puerto Rico estuvo representado en los Juegos Paralímpicos de París 2024 por dos deportistas femeninas. El equipo paralímpico puertorriqueño no obtuvo ninguna medalla en estos Juegos.